# Hansenochrus yolandae
Espèce
Synonymes
- Schizomus yolandae Gonzalez-Sponga, 1997

Hansenochrus yolandae est une espèce de schizomides de la famille des Hubbardiidae.

## Distribution
Cette espèce est endémique de l'État de Miranda au Venezuela,. Elle se rencontre dans le parc national Guatopo.

## Publication originale
- González Sponga, 1997 : Arácnidos de Venezuela: Un nuevo género y dos nuevas especies de Schizomidae y redescripción de Schizomus simoni Hansen y Sorensen, 1995 del sistema montañoso de la costa (Schizomida). Acta Biológica Venezuelica, vol. 17, no 2, p. 1-10.